# Golec zwyczajny
Golec zwyczajny, golec, pstrąg alpejski (Salvelinus alpinus) – gatunek ryby z rodziny łososiowatych (Salmonidae).

## Występowanie
Anadromiczna ryba wędrowna. Występuje w arktycznych morzach Europy, Azji i Ameryki Płn. Różne osiadłe formy występują w jeziorach Skandynawii, na Wyspach Brytyjskich, w Alpach, w jeziorach Ładoga i Onega, na Spitsbergenie,  na Islandii, w Quebecu w Kanadzie, w stanach Maine i New Hampshire w USA oraz w wielu innych miejscach. Tworzy liczne podgatunki, m.in. występująca w jeziorach przedalpejskich i alpejskich palia alpejska (S. a. salvelinus) i dawatczan (S. a. erythrinus) ze zlewiska Bajkału. Zazwyczaj przebywa na głębokości 30–70 m.
Sprowadzony do hodowli w Polsce po raz pierwszy prawdopodobnie w 1603, ponownie w 1840, ale bez powodzenia. Po 2000 roku w Polsce podjęto hodowlę tego gatunku.

## Opis
Zwykle osiąga długość 50–60 cm i 1,5–2 kg masy ciała. Maksymalnie dorasta do 107 cm i 15 kg. Łuski są bardzo drobne. Młode osobniki mają 13–15 poprzecznych prążków na bokach. Starsze mają jasnoniebieski grzbiet i szaroniebieskie lub zielonkawe boki usiane licznymi czerwonawymi lub pomarańczowymi plamkami, brzuch jasnoczerwony, spód głowy żółty. Przednie krawędzie płetw piersiowych, brzusznych i odbytowej są mlecznobiałe. Poza okresem godowym boki bledną a brzuch staje się srebrzysty. Z pstrągiem daje bezpłodną hybrydę.

## Odżywianie
W wodach słodkich zjada głównie bezkręgowce. W morzu żywi się głównie rybami.

## Rozród
Dojrzewa płciowo w wieku 6–7 lat. Tarło odbywa się jesienią. Młode osobniki spędzają w rzekach 3 lub 4 lata. Spływ smoltów do morza odbywa się zimą, pod lodem. Często kończy się on w czerwcu.

## Znaczenie gospodarcze
Szczególnie duże znaczenie posiada w regionach arktycznych. Chętnie łowiona przez wędkarzy na spinning i muchę.